# 5,10-メチレンテトラヒドロ葉酸

テトラヒドロ葉酸（THF）による代謝とビタミンB12によるTHFの再生産、:de:Folsäure=葉酸、DHF=ジヒドロ葉酸、THF=テトラヒドロ葉酸、Vit.B12=ビタミンB12、Methyl-Vit.B12=メチルコバラミン、Methionin=メチオニン、Methionin Syntase=5-メチルテトラヒドロ葉酸-ホモシステインメチルトランスフェラーゼ、Homocystein=ホモシステイン、N5-Methyl-THF=5-メチルテトラヒドロ葉酸、N5,N10-Methylene-THF=5,10-メチレンテトラヒドロ葉酸、N10-Formyl-THF=10-ホルミルテトラヒドロ葉酸、dUMP=デオキシウリジン一リン酸、NADPH、DNA

5,10-メチレンテトラヒドロ葉酸（5,10-メチレンテトラヒドロようさん、5,10-Methylenetetrahydrofolate、5,10-CH2-THF）は、5-メチルテトラヒドロ葉酸を生成するメチレンテトラヒドロ葉酸レダクターゼ(EC 1.5.1.20)によって使われる基質である。チミジル酸シンターゼ (FAD)によってチミジン生合成に使われる補酵素の一つである。
（セリンヒドロキシメチルトランスフェラーゼによるテトラヒドロ葉酸 からの生成反応）
テトラヒドロ葉酸 + L-セリン = 5,10-メチレンテトラヒドロ葉酸 + グリシン + H2O
（グリシン開裂系によるテトラヒドロ葉酸 からの生成反応）
テトラヒドロ葉酸 + グリシン = 5,10-メチレンテトラヒドロ葉酸 + NH3 + CO2
（チミジル酸シンターゼ (FAD)によるチミジル酸（dTMP）生成反応）
5,10-メチレンテトラヒドロ葉酸 + デオキシウリジン一リン酸（dUMP） + FADH2 {\displaystyle {\ce {<=>}}} チミジル酸（dTMP） + テトラヒドロ葉酸 + FAD
（メチレンテトラヒドロ葉酸レダクターゼによる5-メチルテトラヒドロ葉酸生成反応）
5,10-メチレンテトラヒドロ葉酸 + NAD(P)H + H+　⇒　5-メチルテトラヒドロ葉酸 + NAD(P)+
（10-ホルミルテトラヒドロ葉酸 生成反応）
5,10-メチレンテトラヒドロ葉酸 {\displaystyle {\ce {+\ NAD+<=>}}} 5,10-メテニルテトラヒドロ葉酸 + NADH + H+ （メチレンテトラヒドロ葉酸デヒドロゲナーゼ (NAD+)による）
5,10-メチレンテトラヒドロ葉酸 {\displaystyle {\ce {+ \ {NADP+}<=>}}}5,10-メテニルテトラヒドロ葉酸 + NADPH + H+ （メチレンテトラヒドロ葉酸デヒドロゲナーゼ (NADP+)による）
5,10-メテニルテトラヒドロ葉酸 {\displaystyle {\ce {+\ H2O<=>}}}10-ホルミルテトラヒドロ葉酸 （メテニルテトラヒドロ葉酸シクロヒドロラーゼによる）